# Disconnect (rap grupa)
Disconnect je hrvatski rap i hip hop sastav iz Splita. Sastav postoji još od 2012. godine kada su ga osnovali Dino Vatavuk (Dex) i Goran Mahmutović (Gogi), ali su aktivni tek od 2019. godine. Najpoznatiji su po pjesmi Marko Livaja iz 2021. godine, a 2023. izbacuju svoj prvi album Renesansa, na kojem im gostuju Bore Balboa, Krešo Bengalka, Žuvi, Merula, Dani i Vito.

## Članovi
- Dino Vatavuk / Dex
- Goran Mahmutović / Gogi
- Mario Mahmutović / 2M

## Diskografija

### Albumi
- Renesansa (prosinac 2023.)[1]

### Singlovi
- U Lavoru (2019.)
- RAP 3 (2020.)
- 2012. (2021.)
- Split (2021.)
- Bassline Grime (2021.)
- Marko Livaja (2021.)[2][3][4]
- Sparta (2023.)[5]